# Гледіс Дік
Гледіс Ровена Генрі Дік (англ. Gladys Rowena Henry Dick, нар. 18 грудня 1881 — пом. 21 серпня 1963) — американська лікарка, яка разом зі своїм чоловіком Джорджем Ф. Діком розробила антитоксин і вакцину проти скарлатини.

## Біографія та кар'єра
Народилася в Пауні-Ситі, штат Небраска 1881 року. 1900 року здобула ступінь бакалавра зоології в Університеті Небраски-Лінкольна. Під час навчання в університеті була членом відділу спільноти Pi Beta Phi. Оскільки матір спочатку заперечувала проти того, щоб донька відвідувала медичну школу, Гледіс відвідувала аспірантуру в Небрасці до 1903 року, а потім переїхала до Балтимора, щоб відвідати медичну школу Університету Джона Гопкінса. Після здобуття 1907 року ступеня доктора медицини, протягом року вона навчалася в Берлінському університеті. Роки Гледіс Дік в Університеті Джона Гопкінса та Берліні «ознаменували її знайомство з біомедичними дослідженнями» та дали можливість вивчати експериментальну кардіохірургію та хімію крові з Гарві Кушингом, В. Г. Маккаллумом та Мілтоном Вінтерніцем.
1911 року Дік переїхала до Чикаго, де заразилася скарлатиною, коли працювала в дитячій меморіальній лікарні. Після одужання вона обійняла дослідницьку посаду в Чиказькому університеті, де вивчала патохімію нирок із Г. Гідеоном Веллсом та етіологію скарлатини зі своїм майбутнім чоловіком Джорджем Ф. Діком. Після того, як 1914 році вони одружилися, Гледіс Дік працювала патологоанатомкою в лікарні Еванстона, а пізніше приєдналася до свого чоловіка в Інституті інфекційних хвороб Джона Р. Маккорміка. Вона також працювала бактеріологинею в Службі охорони здоров'я США і в лікарні Святого Луки.
У жовтні 1923 року Гледіс Дік та її чоловік успішно виділили гемолітичний стрептокок «як збудника скарлатини», а пізніше розробили тест Діка — шкірний тест, який визначав сприйнятливість людини до захворювання та виробляв активну імунізацію більшими дозами токсину й антитоксину для лікування, профілактики та діагностики. Вони запатентували свої методи виробництва токсинів й антитоксинів у 1924 і 1926 роках, що викликало критику з боку медицини. Подружжя Діків стверджувало, що патенти забезпечують контроль якості, і зрештою виграло позов проти лабораторій Ледерле 1930 року за «порушення патентних прав і неналежне виробництво токсинів».
Хоча в 1940-х роках антитоксин і вакцину Діків замінив пеніцилін, 1926 року їхня робота була відзначена стипендією Чарльза Мікла від Університету Торонто, а 1933 року — Премією Кемерона з терапії Единбурзького університету. Протягом 1940-х і 1950-х років Дік брала активну участь у дослідженні поліомієліту та стала прихильницею усиновлення — так, вона заснувала організацію Cradle Society в Еванстоні, штат Іллінойс, і працювала в її правлінні у 1918—1953 роках. Вона також розробила «техніку асептики дитячої кімнати Дік» (англ. Dick Aseptic Nursery Technique), яка передбачала «сувору стерилізацію та асептичні процедури» для запобігання перехресній інфекції серед немовлят.
Гледіс Ровена Генрі Дік померла від інсульту в Пало-Альто, штат Каліфорнія, 21 серпня 1963 року у віці 81 року.